# Commelina rupicola
Commelina rupicola är en himmelsblomsväxtart som beskrevs av Font Quer, Marie Louis Emberger och René Charles Maire. Commelina rupicola ingår i släktet himmelsblommor, och familjen himmelsblomsväxter.
Artens utbredningsområde är Västsahara. Inga underarter finns listade.